# Fréquence Wallonie

Fréquence Wallonie était une radio locale au format interactif, lancée le 24 octobre 1994 en remplacement de Radio Deux. Elle faisait partie de la RTBF. Elle émettait exclusivement en Région wallonne dans les provinces du Brabant Wallon, Hainaut, Namur, Liège et Luxembourg. Elle comptait 3 décrochages régionaux, le matin comme le soir.
En 2004 Fréquence Wallonie cède sa place à VivaCité à la suite de sa fusion avec Bruxelles Capitale lors du plan Magellan élaboré par Jean-Paul Philippot.
Certaines émissions de Fréquence Wallonie ont été reprises par VivaCité, comme Bonjour tout le monde, Grandeur Nature etc.

## Grille de programmes

### En semaine
- 05h-06h30 : Bonjour tout le monde - Jocelyne Tomme + Benjamin Maréchal
- 06h30 : Décrochages régionaux
- 09h15-11h00 : Pari gagne - Philippe Jauniaux
- 11h03-12h00 : Comme ça vous Chante - Cathy Massart
- 12h05-12h52 : Qui ? Que ? Quoi ? - Carine Billiard + Virgile Gauthier
- 12h52-13h00 : Chronique agricole - Fabrice Thomas
- (sauf le vendredi) 13h15-15h00 : Web Nana - Sylvie Honoré
- (vendredi) 13h15-15h00 : L'europe Grandeur Nature - Adrien Joveneau
- 15h05-17h00 : Avec Vous Partout - Serge Vanhaelewijn
- 17h10 : Décrochages régionaux
- (sauf le vendredi) 19h15-22h00 : Studio Boum - Luc Remarcle
- (vendredi) 19h15-22h00 : Décrochages dialectaux
- 22h00-00h00 : Mélodie
- 00h00-05h00 : Radio Chouette

### Le week-end

#### Samedi
- 06h35-10h00 : Bons Baisers de chez Nous - Guy Lemaire
- 10h03-12h45 : Tip Top - Dominique Beuken
- 12h45-13h00 : Chronique agricole - Fabrice Thomas
- 13h15-15h00 : C'est Dans l'Air - Gabrielle Davroy
- 15h02-18h00 : Chantons Français - Daniel Barbieux
- 18h15-18h45 : Autoradio - Michel Gaupin
- 18h45-19h00 : Wallonie Sports - Guy Géron
- 19h10-22h00 : Atmosphères - Annie Rak
- 22h05-00h00 : Mélodie
- 00h00-06h30 : Radio Chouette

#### Dimanche
- 06h35-08h30 : CroqueMatin - André Prévots
- 08h30-09h00 : Wallonie Sports - Guy Géron
- 09h00-11h00 : Les Esquimaux du Dimanche - Jean-Claude Bronckaert + Myriam Wéry
- 11h03-12h45 : Chic Dimanche - Jocelyne Tomme
- 12h45-13h00 : Chlorophylle - Fabrice Thomas
- 13h05-15h00 : L'A.B.C.D - Marianne Virlée
- 15h10-16h00 : Côté Jardin - Marianne Virlée
- 16h00-17h10 : grand journal
- 17h10-18h00 : Sports Dimanche - Guy Géron + Hervé Gilbert
- 18h00-19h10 : grand journal
- 19h10-22h00 : On Achève Bien les Dimanches - Laurent Dehossay
- 22h05-00h00 : Mélodie
- 00h00-05h00 : Radio Chouette

## Anciennes fréquences
- Brabant Wallon : 101.1
- Hainaut : 92.3
- Liège : 90.5
- Luxembourg : 91.5
- Namur : 92.8
- Tournai : 101.8
- Verviers : 103.0